# Edizioni Paoline
Edizioni Paoline − włoskie wydawnictwo katolickie prowadzone przez zgromadzenie zakonne sióstr paulistek.
Pierwotnie wydawnictwo, założone przez ks. Jakuba Alberione w 1914 jako Pia Società San Paolo, było własnością obu gałęzi instytutu, zarówno włoskich paulistów jak i włoskich paulistek. Obecnie siostry mają osobny dom wydawniczy Edizioni Paoline. Włoscy księża pauliści prowadzą wydawnictwo Edizioni San Paolo. Dom wydawniczy Edizioni Paoline publikuje książki i czasopisma oraz prowadzi działalność ewangelizacyjną przez media (wydawanie albumów z muzyką chrześcijańską i poważną).
Wydawnictwo posiada we Włoszech własną sieć księgarń. Paulistki włoskie wydają miesięcznik katechetyczny „Catechisti Parrochiali”.